# 핀란드의 법무장관
핀란드의 법무장관(핀란드어: Suomen oikeusministeri 수오멘 오이케우스미니스테리[*])은 핀란드 국가평의회에 입각하는 각료 중 한 명으로서, 법무부의 총책임자다.
| 역대 장관                                                 | 역대 장관                                                 | 역대 장관                                                 | 역대 장관                                                 | 역대 장관                                                 |
| 법무국장( oikeustoimituskunnan päällikkö : 1892년-1918년) | 법무국장( oikeustoimituskunnan päällikkö : 1892년-1918년) | 법무국장( oikeustoimituskunnan päällikkö : 1892년-1918년) | 법무국장( oikeustoimituskunnan päällikkö : 1892년-1918년) | 법무국장( oikeustoimituskunnan päällikkö : 1892년-1918년) |
| 각료                                                      | 정당                                                      | 정당                                                      | 임기                                                      | 원로원                                                    |
| --------------------------------------------------------- | --------------------------------------------------------- | --------------------------------------------------------- | --------------------------------------------------------- | --------------------------------------------------------- |
| 카를 아우구스트 아프 뉘보르그                             |                                                           | 무소속                                                    | 1892년 10월 1일-1897년 1월 2일                            | 투데르                                                    |
| 발데마르 에네베르그                                       |                                                           | 핀란드당                                                  | 1897년 1월 2일-1900년 10월 19일                           | 투데르                                                    |
| 발데마르 에네베르그                                       | 1900년 10월 19일-1904년 6월 8일 †                         | 핀란드당                                                  | 린데르                                                    |                                                           |
| 다니엘 발데마르 오커만                                    |                                                           | 핀란드당                                                  | 린데르                                                    | 1904년 11월 1일-1905년 2월 7일                            |
| 테오도르 햘마르 랑                                        |                                                           | 핀란드당                                                  | 1905년 7월 15일-1905년 11월 11일                          | 스트렝                                                    |
| 아우구스트 뉘베르그                                       |                                                           | 스웨덴당                                                  | 1905년 12월 1일-1908년 8월 1일                            | 메켈린                                                    |
| 아우구스트 뉘베르그                                       |                                                           | 청년 핀란드당                                             | 1908년 8월 1일-1909년 4월 25일                            | 혤트                                                      |
| 펠릭스 사리코스키                                         |                                                           | 핀란드당                                                  | 1910년 1월 21일-1913년 10월 24일                          | 마르코프                                                  |
| 콘스탄틴 카산스키                                         |                                                           | 러시아인                                                  | 1913년 1월 24일-1914년 6월 26일                           | 보로비티노프                                              |
| 브세볼로드 바라놉스키                                     |                                                           | 러시아인                                                  | 1914년 3월 10일-1917년 3월 26일                           | 보로비티노프                                              |
| 안티 툴렌헤이모                                           |                                                           | 핀란드당                                                  | 1917년 3월 26일-1917년 9월 7일                            | 토코이                                                    |
| 안티 툴렌헤이모                                           | 1917년 9월 8일-1917년 11월 27일                           | 핀란드당                                                  | 세탤래                                                    |                                                           |
| 온니 탈라스                                               |                                                           | 청년 핀란드당                                             | 1917년 11월 27일–1918년 5월 27일                          | 제1차 스빈후부드                                          |
| 온니 탈라스                                               | 1918년 5월 27일–1918년 11월 27일                          | 청년 핀란드당                                             | 제1차 파시키비                                            |                                                           |
| 법무장관( oikeusministeri : 1918년-현재) [ 1 ]            |                                                           |                                                           |                                                           |                                                           |
| 각료                                                      | 정당                                                      | 정당                                                      | 임기                                                      | 내각                                                      |
| 카를 쇠데르홀름                                           |                                                           | 스웨덴인당                                                | 1918년 11월 27일-1919년 4월 17일                          | 제1차 잉그만                                              |
| 카를 쇠데르홀름                                           | 1919년 4월 17일-1919년 8월 15일                           | 스웨덴인당                                                | K. 카스트렌                                               |                                                           |
| 헨리카 카헬린                                             |                                                           | 국민진보당                                                | 1919년 8월 15일-1920년 1월 30일                           | 제1차 벤놀라                                              |
| 카를 쇠데르홀름                                           |                                                           | 스웨덴인당                                                | 1920년 3월 15일-1920년 6월 28일                           | 에리히                                                    |
| 햘마르 그란펠트                                           |                                                           | 스웨덴인당                                                | 1920년 6월 28일-1921년 4월 9일                            | 에리히                                                    |
| 헤이모 헬미넨                                             |                                                           | 국민진보당                                                | 1921년 4월 9일-1922년 2월 24일                            | 제2차 벤놀라                                              |
| 알베르트 폰 헬렌스                                        |                                                           | 국민진보당                                                | 1922년 2월 24일-1922년 6월 2일                            | 제2차 벤놀라                                              |
| 오스카르 릴리우스                                         |                                                           | 무소속                                                    | 1922년 6월 2일-1922년 11월 14일                           | 제1차 카얀데르                                            |
| 오토 오케손                                               |                                                           | 농업동맹                                                  | 1922년 11월 14일-1923년 12월 21일                         | 제1차 칼리오                                              |
| 엘리아스 소파넨                                           |                                                           | 국민진보당                                                | 1923년 12월 21일-1924년 1월 18일                          | 제1차 칼리오                                              |
| 오스카르 릴리우스                                         |                                                           | 무소속                                                    | 1924년 1월 18일-1924년 5월 31일                           | 제2차 카얀데르                                            |
| 알베르트 폰 헬렌스                                        |                                                           | 국민진보당                                                | 1924년 5월 31일-1925년 3월 31일                           | 제2차 잉그만                                              |
| 오스카르 릴리우스                                         |                                                           | 무소속                                                    | 1925년 3월 31일-1925년 12월 31일                          | 툴렌헤이모                                                |
| 우르호 카스트렌                                           |                                                           | 국민연합당                                                | 1925년 12월 31일-1926년 12월 13일                         | 제2차 칼리오                                              |
| 배이뇌 하킬라                                             |                                                           | 사회민주당                                                | 1926년 12월 13일-1927년 12월 17일                         | 탄네르                                                    |
| 토르스텐 말리넨                                           |                                                           | 무소속                                                    | 1927년 12월 17일-1928년 12월 22일                         | 제1차 수닐라                                              |
| 안톤 코토넨                                               |                                                           | 무소속                                                    | 1928년 12월 22일-1929년 2월 18일                          | 만테레                                                    |
| 오이바 후투넨                                             |                                                           | 무소속                                                    | 1929년 2월 18일-1929년 8월 16일                           | 만테레                                                    |
| 엘리에세르 칼리아                                         |                                                           | 농업동맹                                                  | 1929년 8월 16일-1930년 7월 4일                            | 제3차 칼리오                                              |
| 카를 쇠데르홀름                                           |                                                           | 스웨덴인당                                                | 1930년 7월 4일-1931년 3월 21일                            | 제2차 스빈후부드                                          |
| 토이보 키비매키                                           |                                                           | 국민진보당                                                | 1931년 3월 21일-1932년 12월 14일                          | 제2차 수닐라                                              |
| 후고 말름베르그                                           |                                                           | 스웨덴인당                                                | 1932년 12월 14일-1933년 2월 27일                          | 키비매키                                                  |
| 에리크 세를라키우스                                       |                                                           | 스웨덴인당                                                | 1933년 2월 27일-1936년 2월 28일                           | 키비매키                                                  |
| 에밀 야트콜라                                             |                                                           | 국민진보당                                                | 1936년 3월 6일-1936년 10월 7일                            | 키비매키                                                  |
| 우르호 케코넨                                             |                                                           | 농업동맹                                                  | 1936년 10월 7일-1937년 3월 12일                           | 제4차 칼리오                                              |
| 아르비 아흐마바라                                         |                                                           | 무소속                                                    | 1937년 3월 18일-1938년 1월 11일                           | 제3차 카얀데르                                            |
| 알빈 에발드 라우타바라                                    |                                                           | 무소속                                                    | 1938년 1월 11일-1939년 10월 13일                          | 제3차 카얀데르                                            |
| 요한 오토 쇠데르혤름                                      |                                                           | 스웨덴인당                                                | 1939년 10월 13일-1939년 12월 1일                          | 제3차 카얀데르                                            |
| 요한 오토 쇠데르혤름                                      | 1939년 12월 1일-1940년 3월 27일                           | 스웨덴인당                                                | 제1차 뤼티                                                |                                                           |
| 오스카리 레흐토넨                                         |                                                           | 국민연합당                                                | 1940년 3월 27일-1941년 1월 4일                            | 제2차 뤼티                                                |
| 오스카리 레흐토넨                                         | 1941년 1월 4일-1943년 3월 5일                             | 국민연합당                                                | 랑겔                                                      |                                                           |
| 오스카리 레흐토넨                                         | 1943년 3월 5일-1944년 8월 8일                             | 국민연합당                                                | 링코미에스                                                |                                                           |
| 에른스트 폰 보른                                          |                                                           | 스웨덴인당                                                | 1944년 8월 8일-1944년 9월 21일                            | 하크첼                                                    |
| 에른스트 폰 보른                                          | 1944년 9월 21일-1944년 11월 17일                          | 스웨덴인당                                                | U. 카스트렌                                               |                                                           |
| 우르호 케코넨                                             |                                                           | 농업동맹                                                  | 1944년 11월 17일-1945년 4월 17일                          | 제2차 파시키비                                            |
| 우르호 케코넨                                             | 1945년 4월 17일-1946년 3월 26일                           | 농업동맹                                                  | 제3차 파시키비                                            |                                                           |
| 에이노 페칼라                                             |                                                           | 인민민주동맹                                              | 1946년 3월 26일-1948년 7월 29일                           | 페칼라                                                    |
| 타우노 수오타우스타                                       |                                                           | 사회민주당                                                | 1948년 7월 29일-1950년 3월 17일                           | 제1차 파게르홀름                                          |
| 헤이키 카니스토                                           |                                                           | 국민진보당                                                | 1950년 3월 17일-1951년 1월 17일                           | 제1차 케코넨                                              |
| 테우보 아우라                                             |                                                           | 국민진보당                                                | 1951년 1월 17일-1951년 9월 20일                           | 제2차 케코넨                                              |
| 우르호 케코넨                                             |                                                           | 농업동맹                                                  | 1951년 9월 20일-1951년 9월 22일                           | 제3차 케코넨                                              |
| 스벤 회그스트룀                                           |                                                           | 스웨덴인당                                                | 1951년 9월 22일-1953년 7월 9일                            | 제3차 케코넨                                              |
| 스벤 회그스트룀                                           | 1953년 7월 9일-1953년 11월 17일                           | 스웨덴인당                                                | 제4차 케코넨                                              |                                                           |
| 레이노 쿠스코스키                                         |                                                           | 무소속                                                    | 1953년 11월 17일-1954년 5월 5일                           | 투오미오야                                                |
| 위리외 푸하카                                             |                                                           | 무소속                                                    | 1954년 5월 5일-1954년 10월 20일                           | 퇴른그렌                                                  |
| 아레 시모넨                                               |                                                           | 사회민주당                                                | 1954년 10월 20일-1954년 11월 6일                          | 제5차                                                     |
| 베이오 헨리크손                                           |                                                           | 무소속                                                    | 1954년 11월 6일-1956년 3월 3일                            | 제5차                                                     |
| 빌호 배위뤼넨                                             |                                                           | 사회민주당                                                | 1956년 3월 3일-1956년 5월 2일                             | 제2차 파게르홀름                                          |
| 아르보 헬미넨                                             |                                                           | 무소속                                                    | 1956년 5월 2일-1957년 5월 27일                            | 제2차 파게르홀름                                          |
| 아르보 헬미넨                                             | 1957년 5월 27일-1957년 9월 2일                            | 무소속                                                    | 제1차 숙셀라이넨                                          |                                                           |
| 요한 오토 쇠데르혤름                                      |                                                           | 무소속                                                    | 제1차 숙셀라이넨                                          | 1957년 9월 2일-1957년 11월 29일                           |
| 쿠르트 카이라                                             |                                                           | 무소속                                                    | 1957년 11월 29일-1958년 4월 26일                          | 폰 피안트                                                 |
| 요한 오토 쇠데르혤름                                      |                                                           | 무소속                                                    | 1958년 4월 26일-1958년 8월 29일                           | 쿠스코스키                                                |
| 스벤 회그스트룀                                           |                                                           | 스웨덴인당                                                | 1958년 8월 29일-1959년 1월 13일                           | 제2차 파게르홀름                                          |
| 안티 하니카이넨                                           |                                                           | 농업동맹                                                  | 1959년 1월 13일-1961년 4월 14일                           | 제2차 숙셀라이넨                                          |
| 파울리 레흐토살로                                         |                                                           | 농업동맹                                                  | 1961년 4월 14일-1961년 7월 14일                           | 제2차 숙셀라이넨                                          |
| 파울리 레흐토살로                                         | 1961년 7월 14일-1962년 4월 13일                           | 농업동맹                                                  | 제1차 미에투넨                                            |                                                           |
| 요한 오토 쇠데르혤름                                      |                                                           | 스웨덴인당                                                | 1962년 4월 13일-1963년 12월 18일                          | 제1차 카랼라이넨                                          |
| 올라비 메리마                                             |                                                           | 무소속                                                    | 1963년 12월 18일-1964년 9월 12일                          | 레흐토                                                    |
| 요한 오토 쇠데르혤름                                      |                                                           | 스웨덴인당                                                | 1964년 9월 12일-1966년 5월 27일                           | 비롤라이넨                                                |
| 아레 시모넨                                               |                                                           | 노농사회민주동맹                                          | 1966년 5월 7일-1968년 3월 22일                            | 제1차 파시오                                              |
| 아레 시모넨                                               | 1968년 3월 22일-1970년 5월 14일                           | 노농사회민주동맹                                          | 제1차 코이비스토                                          |                                                           |
| 케이요 리나마                                             |                                                           | 무소속                                                    | 1970년 5월 14일-1970년 7월 15일                           | 제1차 아우라                                              |
| 에르키 투오미넨                                           |                                                           | 인민민주동맹                                              | 1970년 7월 15일-1971년 3월 26일                           | 제2차 카랼라이넨                                          |
| 미코 락소넨                                               |                                                           | 사회민주당                                                | 1971년 3월 26일-1971년 9월 30일                           | 제2차 카랼라이넨                                          |
| 야콥 쇠데르만                                             |                                                           | 사회민주당                                                | 1971년 10월 1일-1971년 10월 29일                          | 제2차 카랼라이넨                                          |
| 카를 요한 롱                                              |                                                           | 무소속                                                    | 1971년 10월 29일-1972년 2월 23일                          | 제2차 아우라                                              |
| 페카 파볼라                                               |                                                           | 사회민주당                                                | 1972년 2월 23일-1972년 9월 4일                            | 제2차 파시오                                              |
| 마티 로우에코스키                                         |                                                           | 사회민주당                                                | 1972년 9월 4일-1975년 6월 13일                            | 제1차 소르사                                              |
| 잉케리 안틸라                                             |                                                           | 무소속                                                    | 1975년 6월 13일-1975년 11월 30일                          | 리나마                                                    |
| 크리스티안 게스트린                                       |                                                           | 스웨덴인당                                                | 1975년 11월 30일-1976년 9월 29일                          | 제2차 미에투넨                                            |
| 크리스티안 게스트린                                       | 1976년 9월 29일-1977년 5월 15일                           | 스웨덴인당                                                | 제3차 미에투넨                                            |                                                           |
| 투레 살로                                                 |                                                           | 자유인민당                                                | 1977년 5월 15일-1978년 3월 2일                            | 제2차 소르사                                              |
| 파보 니쿨라                                               |                                                           | 자유인민당                                                | 1978년 3월 2일-1979년 5월 26일                            | 제2차 소르사                                              |
| 크리스토페르 탁셀                                         |                                                           | 스웨덴인당                                                | 1979년 5월 26일-1982년 2월 19일                           | 제2차 코이비스토                                          |
| 크리스토페르 탁셀                                         | 1982년 2월 19일-1983년 5월 6일                            | 스웨덴인당                                                | 제3차 소르사                                              |                                                           |
| 크리스토페르 탁셀                                         | 1983년 5월 6일-1987년 4월 30일                            | 스웨덴인당                                                | 제4차 소르사                                              |                                                           |
| 마티 로우에코스키                                         |                                                           | 사회민주당                                                | 1987년 4월 30일-1990년 2월 28일                           | 홀케리                                                    |
| 타르야 할로넨                                             |                                                           | 사회민주당                                                | 1989년 3월 1일-1991년 4월 26일                            | 홀케리                                                    |
| 하넬레 포카                                               |                                                           | 중앙당                                                    | 1991년 4월 26일-1994년 4월 30일                           | 아호                                                      |
| 안넬리 얘텐매키                                           |                                                           | 중앙당                                                    | 1994년 5월 1일-1995년 4월 13일                            | 아호                                                      |
| 사울리 니니스퇴                                           |                                                           | 국민연합당                                                | 1995년 4월 13일-1996년 2월 2일                            | 제1차 리포넨                                              |
| 카리 해캐미에스                                           |                                                           | 국민연합당                                                | 1996년 2월 2일-1998년 3월 13일                            | 제1차 리포넨                                              |
| 유시 얘르벤타우스                                         |                                                           | 국민연합당                                                | 1998년 3월 13일-1999년 4월 15일                           | 제1차 리포넨                                              |
| 요하네스 코스키넨                                         |                                                           | 사회민주당                                                | 1999년 4월 15일-2003년 4월 17일                           | 제2차 리포넨                                              |
| 요하네스 코스키넨                                         | 2003년 4월 17일-2003년 6월 24일                           | 사회민주당                                                | 얘텐매키                                                  |                                                           |
| 요하네스 코스키넨                                         | 2003년 6월 24일-2005년 9월 22일                           | 사회민주당                                                | 제1차 반하넨                                              |                                                           |
| 레나 루흐타넨                                             |                                                           | 사회민주당                                                | 제1차 반하넨                                              | 2005년 9월 23일-2007년 4월 19일                           |
| 투이야 브락스                                             |                                                           | 녹색동맹                                                  | 2007년 4월 19일-2010년 6월 22일                           | 제2차 반하넨                                              |
| 투이야 브락스                                             | 2010년 6월 22일-2011년 6월 22일                           | 녹색동맹                                                  | 키비니에미                                                |                                                           |
| 아나마야 헨리크손                                         |                                                           | 스웨덴인당                                                | 2011년 6월 22일-2014년 6월 24일                           | 카타이넨                                                  |
| 아나마야 헨리크손                                         | 2014년 6월 24일-2015년 5월 29일                           | 스웨덴인당                                                | 스투브                                                    |                                                           |
| 야리 린드스트룀                                           |                                                           | 핀인당                                                    | 2015년 5월 29일-2017년 5월 5일                            | 시필래                                                    |
| 안티 해캐넨                                               |                                                           | 국민연합당                                                | 2017년 5월 5일-현임                                       | 시필래                                                    |